# Chiński pop
Chiński pop, czyli c-pop (chiń. upr. 中文流行音乐; chiń. trad. 中文流行音樂; pinyin zhōngwén liúxíng yīnyuè) to skrót od Chinese popular music, czyli chińska muzyka pop. Większość artystów tego nurtu pochodzi z Hongkongu, Tajwanu i Chin kontynentalnych. Pozostali pochodzą z krajów, w których duża część ludności posługuje się językiem chińskim, np. Singapur, Malezja.

## Pochodzenie
Chińska muzyka pop wywodzi się z muzyki shidaiqu („współczesne utwory”). Istnieją dwa podgatunki c-popu: cantopop (pop kantoński) i mandopop (pop mandaryński). Tajwański pop jest utrzymany w podobnym stylu, ale omawia się go osobno, gdyż jego korzenie tkwią w japońskim enka.

## Historia
Od 1920 r. do 1949 r. chińska muzyka popularna oznaczała całą współczesną muzykę śpiewaną we wszystkich chińskich dialektach w ówczesnym Szanghaju. Za jej ojca uznaje się Li Jinhuia, który wraz z Buckiem Claytonem stworzył ówczesny idiom chińskiej muzyki popularnej. Buck Clayton to Amerykanin, który zaszczepił na gruncie chińskim jazz. W latach 20. taka właśnie muzyka zdobywała popularność w nocnych klubach i salach tanecznych w dużych miastach chińskich. Wiele prywatnych radiostacji powstało, by propagować c-pop. 
Mniej więcej w czasie japońskiego ataku na Mandżurię i chińskiej wojny domowej, muzyka pop była postrzegana jako lewicowa.
Po ustanowieniu ChRLu w 1949 roku jednym z pierwszych zadań KPCh było przylepienie muzyce pop etykietki „żółtej muzyki” (żółty kolor jest w Chinach skojarzony z pornografią). W związku z obecną w ChRLu cenzurą centrum muzyczne przenosi się do Hongkongu i na Tajwan. Kuomintang, przeniesiony na Tajwan, zabraniał lokalnej ludności używania języka tajwańskiego (minnan) od lat 50. do 80. XX wieku. Skutkiem tego mandopop stał się dominującym gatunkiem muzycznym na Tajwanie.

## Style muzyczne
Różnica między popem kantońskim i mandaryńskim coraz bardziej się zmniejsza. W C-popie mieści się wiele stylów, m.in. R&B, balladowy, pop, rock i hip-hop. Chiński rock zaczął być rozpatrywany jako oddzielny gatunek dopiero w latach dziewięćdziesiątych, a hip-hop dopiero w XXI wieku.